# روي كويل
روي كويل (بالإنجليزية: Roy Coyle)‏ (31 يناير 1946 في المملكة المتحدة - ) هو مدرب كرة قدم ولاعب كرة قدم بريطاني في مركز الوسط. شارك مع منتخب أيرلندا الشمالية لكرة القدم. أما مع النوادي، فقد لعب مع شيفيلد وينزداي وغريمسبي تاون وغلينتوران ونادي لينفيلد ونادي بيليمينا يونايتد.

## وصلات خارجية
- روي كويل على موقع قاعدة بيانات كرة القدم.إي يو (الإنجليزية)
- روي كويل على موقع ناشيونال فوتبول تيمز (الإنجليزية)